# Acceso universal a la educación

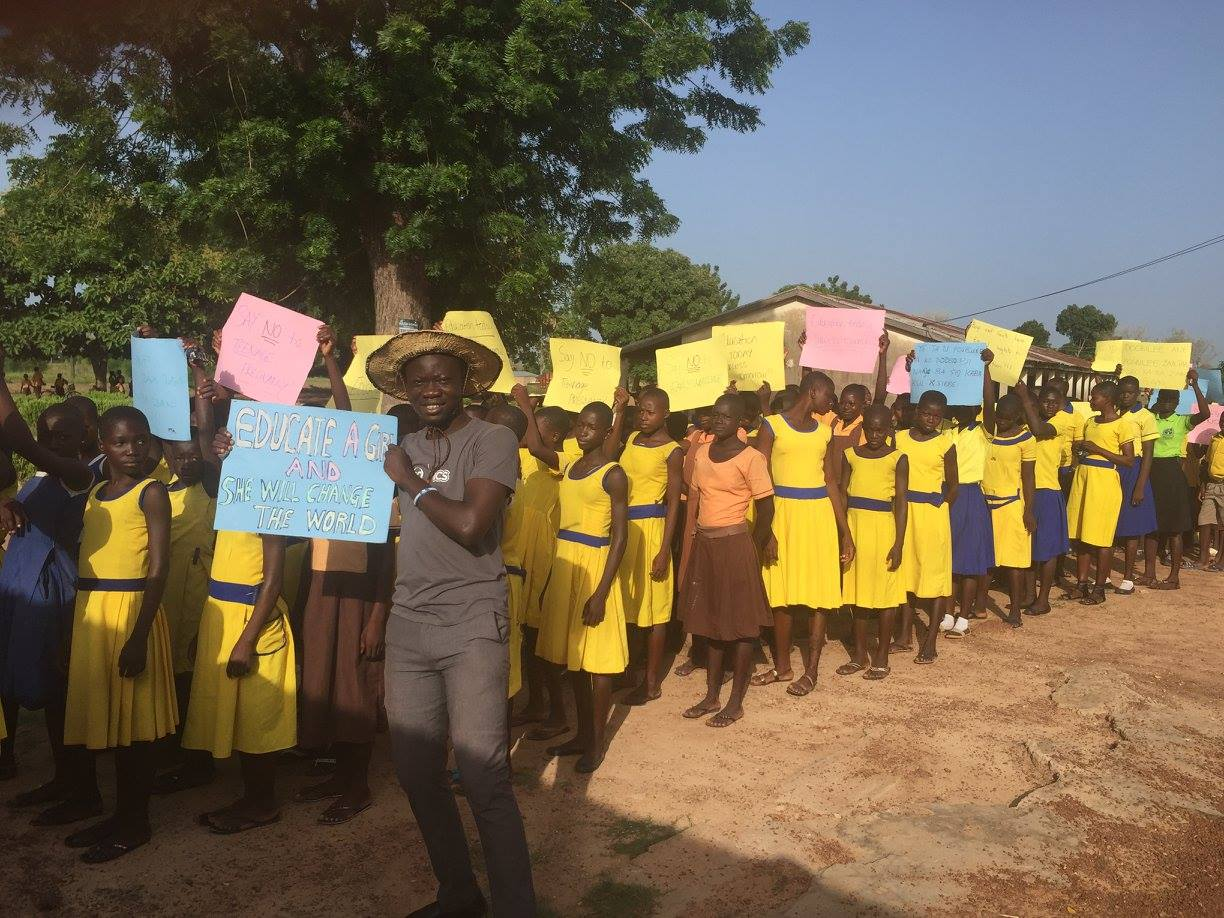
Estudiantes y profesores en Ghana en un desfile por la educación inclusiva.

Ejemplos de grupos marginados.

El acceso universal a la educación  se refiere a la igualdad de oportunidades educativas, es decir, que todos los miembros de una sociedad tengan la oportunidad de recibir educación independientemente de su clase social, género, origen étnico o discapacidad física o intelectual. El término se usa tanto en relación con el ingreso a la universidad para las clases medias y bajas, como a la tecnología de apoyo para discapacitados. Algunos críticos sostienen que en la educación superior esta práctica, en oposición a una meritocracia estricta, provoca una baja en los estándares académicos. Para facilitar el acceso de la educación a toda su población, en la mayoría de los países existe el derecho a la educación.
El acceso universal a la educación fomentó el desarrollo de una variedad de enfoques pedagógicos que estudiaron cómo difundir el conocimiento a través de diversos entornos sociales, culturales, económicos, nacionales y biológicos. Inicialmente se desarrolló en términos de igualdad de oportunidades e inclusión de estudiantes con discapacidades físicas o mentales. Actualmente, sin embargo, los temas que rigen el acceso universal a la educación se han expandido a través de todas las formas de habilidad y diversidad. Sin embargo, como la definición de diversidad es amplia, los maestros que ejerzan el acceso universal a la educación continuamente enfrentarán desafíos e incorporarán ajustes en su plan de lección para fomentar temas de igualdad de oportunidades de educación.
A medida que el sistema educativo de los EE. UU. se vuelve más inclusivo, los profesores e instructores universitarios se ven obligados (en algunos casos por ley) a adaptar sus métodos de enseñanza para facilitar el acceso de todos los estudiantes al aula. El acceso universal a la educación universitaria implica que el sistema tiene que estar preparado para cubrir las necesidades de todos los alumnos con una variedad de diferentes métodos de evaluación de aprendizaje y retención. Estos, por ejemplo, pueden servir para determinar cuánto material se aprendió, un profesor puede alistar múltiples métodos de evaluación. Los métodos de evaluación pueden incluir un examen completo, exámenes de unidad, portafolios, trabajos de investigación, revisiones de literatura, un examen oral o tareas. Proporcionar una variedad de formas de evaluar el alcance del aprendizaje y la retención de lo aprendido no solo sirve para identificar las brechas en el acceso universal, sino que puede ayudar a mejorarlo. 

## Discriminación e igualdad en la educación

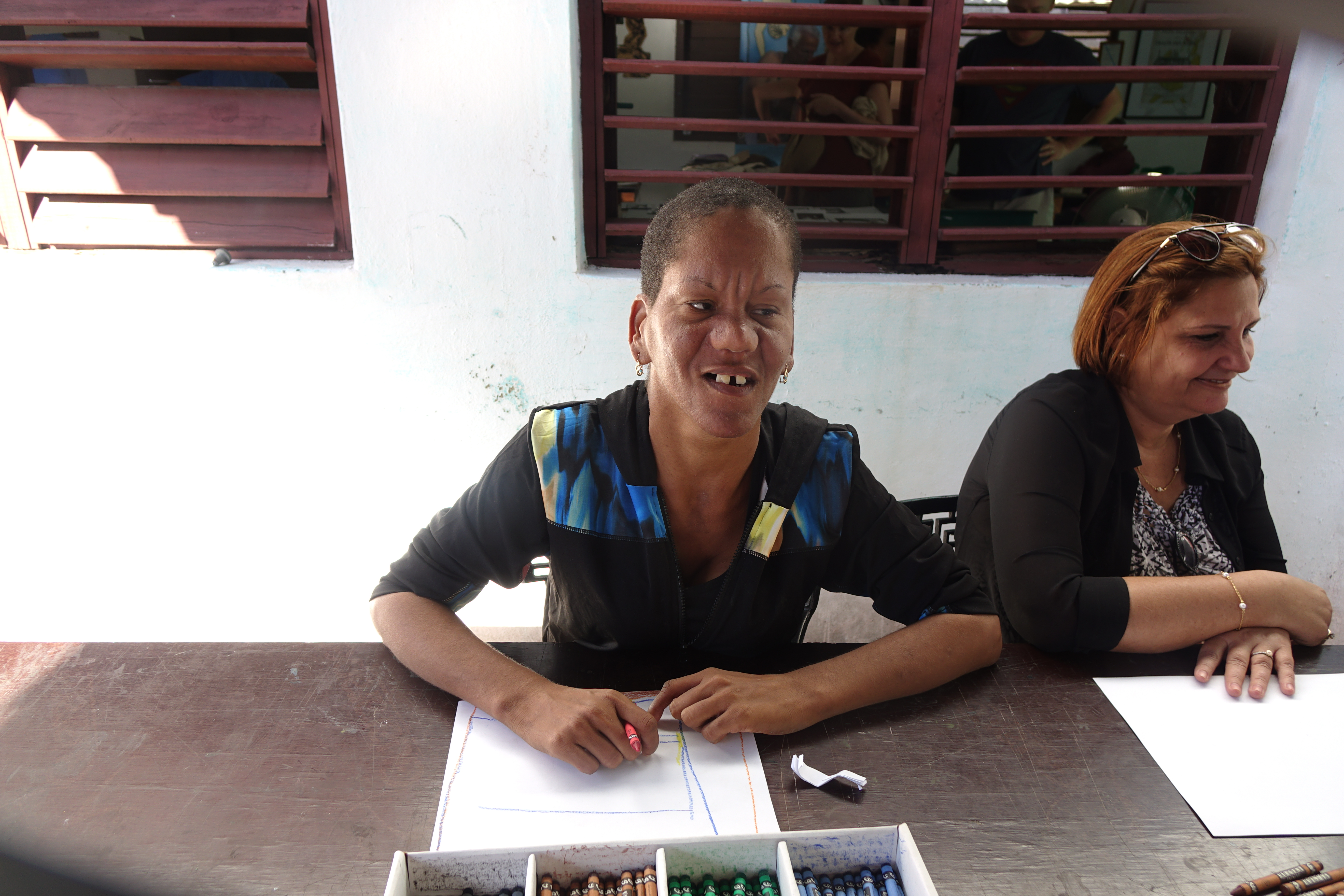
Cienfuegos, grupo sin fines de lucro que enseña arte a personas con discapacidad en Cuba.

Debido al carácter universal de los derechos humanos, estos deben ser aplicados a todos por igual y sin discriminación. Sin embargo, existe un número significativo de personas que no tiene acceso a la educación debido a diferentes formas de discriminación.
La discriminación más obvia ocurre en términos de acceso a la educación. Por ejemplo, en algunos países existen barreras de género que dificultan el acceso de las niñas a la educación. Entre ellas están el matrimonio infantil, el embarazo y la violencia de género, que a menudo actúan como impedimentos para que las niñas asistan a la escuela o contribuyen a que la abandonen. Las personas con discapacidad a menudo enfrentan problemas de accesibilidad literal, como la falta de rampas o el transporte escolar apropiado, lo que dificulta el acceso a la escuela. Los migrantes a menudo enfrentan barreras administrativas que les impiden inscribirse, impidiéndoles efectivamente ingresar a los sistemas educativos.  
Sin embargo, la discriminación también puede ocurrir dentro de los sistemas educativos cuando ciertos grupos reciben una calidad de educación inferior en comparación con otros. La calidad de la educación en las escuelas urbanas, por ejemplo, tiende a ser mayor que la que se encuentra en las zonas rurales.
La discriminación también puede ocurrir una vez terminado el periodo escolar, cuando diferentes grupos de personas no pueden obtener los mismos beneficios de su escolaridad. Por ejemplo, los niños educados tienden a abandonar la escuela con un mayor potencial salarial que las niñas con una educación equivalente.
Las disposiciones de no discriminación e igualdad existentes en el derecho internacional de los derechos humanos (DIDH) buscan garantizar se aplique el principio de universalidad de los derechos humanos. La no discriminación y la igualdad no son conceptos abstractos en virtud del derecho internacional de los derechos humanos (DIDH). Son derechos humanos elaborados que se han desarrollado durante décadas para abordar la discriminación que las personas enfrentan en el día a día. En particular, la educación en la que los derechos a la no discriminación y la igualdad se han aplicado al derecho a la educación en numerosos tratados de derechos humanos, incluido uno dedicado al tema, conocido como UNESCO CADE.  
A pesar de que la no discriminación y la igualdad están aseguradas por ley, los estados nacionales y la comunidad internacional siguen enfrentando el desafío de eliminarlos. La comunidad internacional reconoció esto en el 2015, cuando prometió 'no dejar a nadie atrás'.
En los tratados internacionales de derechos humanos se aplica los derechos a la no discriminación y la igualdad del derecho a la educación a grupos marginados específicos. Los grupos marginados son aquellos que han sufrido discriminación prolongada e histórica, generalmente, pero no exclusivamente, en función de su identidad (género, por ejemplo), características (etnia, raza) o circunstancia (refugiados, migrantes, desplazados internos). Es muy probable que la marginación esté sujeta a formas de discriminación múltiples, compuestas o interseccionales.
Estos grupos marginados incluyen a:
- Mujeres y niñas
- Minorías nacionales, étnicas o lingüísticas
- Discapacitados
- Pueblos indígenas

- Migrantes
- Refugiados
- Solicitantes de asilo
- Apátridas
- Desplazados internos (PDI)
- Personas detenidas / personas privadas de libertad
- Personas que viven en la pobreza
- Personas que viven en zonas rurales
- Personas afectadas por el VIH
- Albinos
- LGBTQI
- Personas mayores

## El acceso a la educación en la ley
En 2009, la Cámara de Diputados de la India y el Presidente de India aprobaron un proyecto de ley que le otorgaba educación gratuita a todos los niños entre seis y catorce años. Fue un gran paso hacia la educación universal para todos. Muchkund Dubey, autor del artículo "Ley del derecho de los niños a la educación gratuita y obligatoria, 2009: La historia de la oportunidad perdida " destaca los problemas de acceso, calidad de la educación, implicación financiera y discriminación. 
En los Estados Unidos, el caso Brown vs. Board of Education fue una decisión histórica para la inclusión, porque encontró y declaró que "las instalaciones educativas separadas son inherentemente desiguales". Esto comenzó el proceso de desegregación en muchas escuelas que aún no se habían desagregado. El significado de Brown vs. La junta era el derecho universal de todos los estudiantes a asistir a instituciones educativas por igual en lugar de por separado en función de su raza. Jonathan Kozol, autor de The Shame of the Nation, habla acerca de cómo "las condiciones físicas en estas escuelas recién integradas eran en general más alegres ... el estado de ánimo entre los maestros y los niños [estaba] más animado" después de esto de desegregación.  

## Acceso universal a la educación
El acceso universal a la educación implica que todas las personas deben tener las mismas oportunidades de participar del sistema educativo. Sin embargo, no todos los individuos, grupos o grupos étnicos tienen el mismo acceso. A los Estados Unidos se les atribuye la idea actual del acceso universal como una preocupación para las personas con discapacidad. Dos agencias internacionales (Organización Mundial de la Salud y Banco Mundial) estimaron que alrededor de mil millones de personas en todo el mundo padecen diversos tipos de discapacidad. Entre 93 y 150 millones de ellos son niños. Plan International reveló que estos niños posiblemente no asistirán a la escuela y si alguna vez se inscriben serán separados de los alumnos normales. La Alianza Global para la Educación dijo que aproximadamente el 90 por ciento de los niños afectados por discapacidades de países de bajos y medianos ingresos no están estudiando. Históricamente, estos niños no están incluidos en el sistema educativo ordinario y son referidos a escuelas especiales de aprendizaje.
Hasta el día de hoy la educación no es accesible para millones de niños en todo el mundo. Hay más de 72 millones de niños en edad de educación primaria que no van a la escuela. Unos 759 millones de adultos no tienen educación. No tienen el conocimiento necesario para mejorar las condiciones de vida de sus familias. La pobreza conduce a la falta de educación. En casi todos los países (en desarrollo y desarrollados), a los niños se les niega la educación como resultado de las desigualdades que emanan de la salud, el género y la identidad cultural como la religión, el idioma y el origen étnico. Los factores asociados con la pobreza, incluido el desempleo, los padres analfabetos y las dolencias, aumentan la posibilidad de no escolarizarse y las tasas de abandono escolar. La educación primaria universal se ha convertido en un problema importante para muchas naciones. La mayoría de estos estados en desarrollo no posee suficientes recursos financieros para construir escuelas, proporcionar libros y otros materiales, y reclutar, capacitar y pagar a los maestros. La región más afectada fue el África Subsahariana, donde 32 millones de niños  aún no tienen educación. Esto es seguido por Asia Central y Oriental, así como el Pacífico con 27 millones o más.  Sin embargo, los observadores señalaron que el acceso universal a la educación sigue siendo un objetivo alcanzable para 2030.